# Hermann Ende

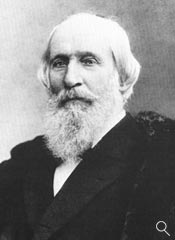
Hermann Ende

Hermann Ende (* 4. März 1829 in Landsberg an der Warthe; † 10. August 1907 in Wannsee; vollständiger Name: Hermann Gustav Louis Ende) war ein deutscher Architekt und Hochschullehrer an der Technischen Hochschule (Berlin-)Charlottenburg.

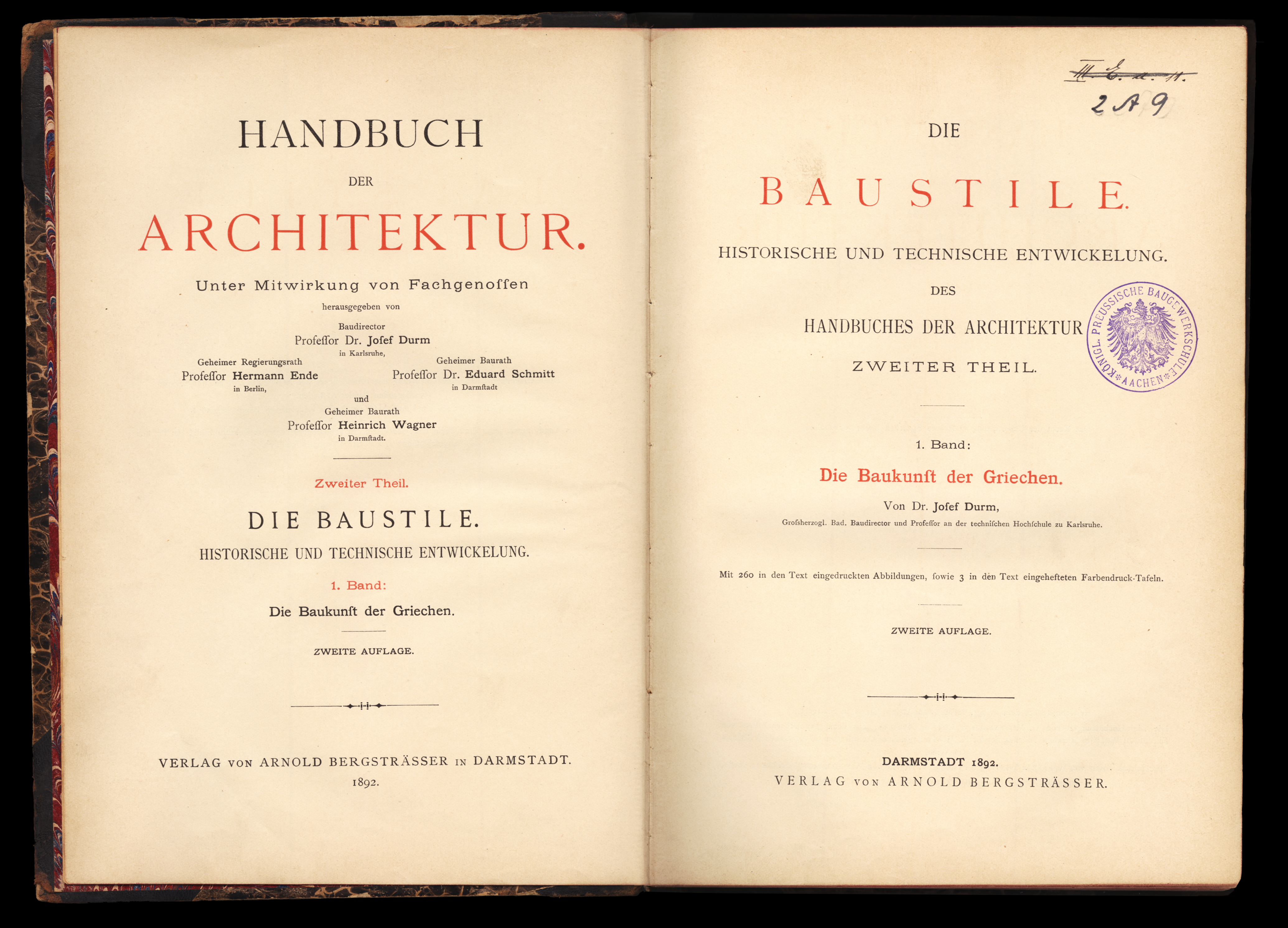
Frontispiz und Titelblatt eines Werkes der Reihe Handbuch der Architektur

## Leben
Ende studierte von 1852 bis 1857 an der Berliner Bauakademie. 1859 legte er die Baumeisterprüfung ab. Unmittelbar danach machte er sich mit seinem Partner Wilhelm Böckmann selbständig. Das Architekturbüro Ende und Böckmann bestand bis 1895 und zählte zu den führenden Büros in Berlin. Vorübergehend arbeitete dort auch der Dresdner Architekt Rudolf Schilling.
Seit 1874 war Ende Mitglied der Preußischen Akademie der Künste. 1878 wurde er Professor an der Berliner Bauakademie und der Technischen Hochschule Charlottenburg. Von 1895 bis 1904 war der Präsident der Akademie der Künste.
Ende war mit der Großkaufmannsfamilie Ravené verbunden. Für Louis Fréderic Jacques Ravené entwickelte er die Pläne zum Aufbau der Ruine der Reichsburg Cochem. Seine Tochter Martha Helene Wilhelmine heiratete dessen Sohn Louis Auguste Ravené; noch um 1900 baute er für das Paar eine Villa in Wannsee. Seine Tochter Susanne heiratete den Hauptmann Eccard von Manteuffel, sie waren die Eltern vom späteren General Hasso von Manteuffel.
Sein Bruder Louis Ende (1840–1900) war Baumeister in München.

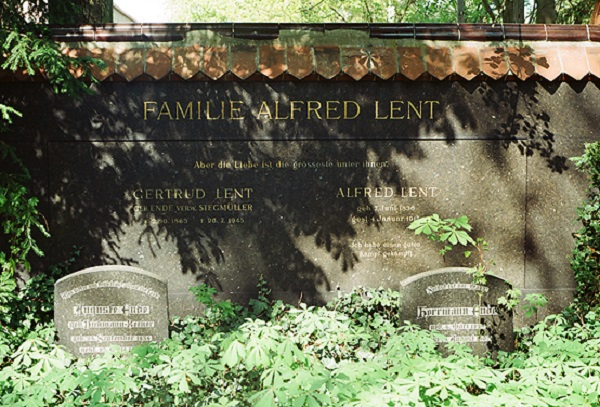
Erbbegräbnis der Familie Lent in Berlin-Wannsee mit dem Grab von Hermann Ende rechts

Hermann Ende starb 1907 im Alter von 78 Jahren in Wannsee bei Berlin. Sein Grab befindet sich auf dem Neuen Friedhof Wannsee. Er ruht dort an der Seite seiner Gattin Auguste geb. Dickmann-Becker. Die Grabsteine aus dunklem Granit stehen vor der Grabwand des Erbbegräbnisses der Familie von Alfred Lent (1836–1915), den die Tochter Gertrud (1865–1945) geheiratet hatte.

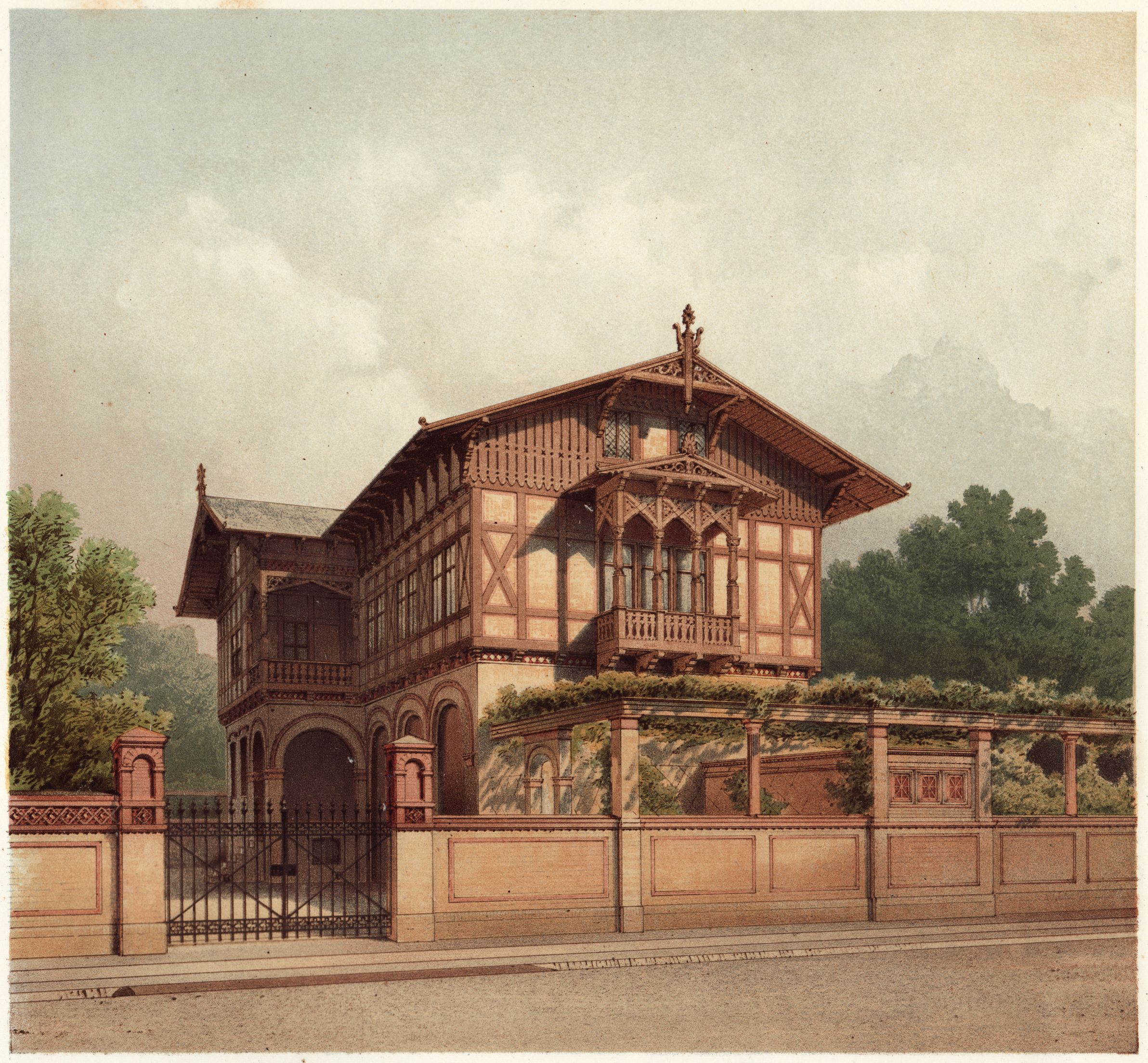
Wirtschaftsgebäude der Villa von der Heydt

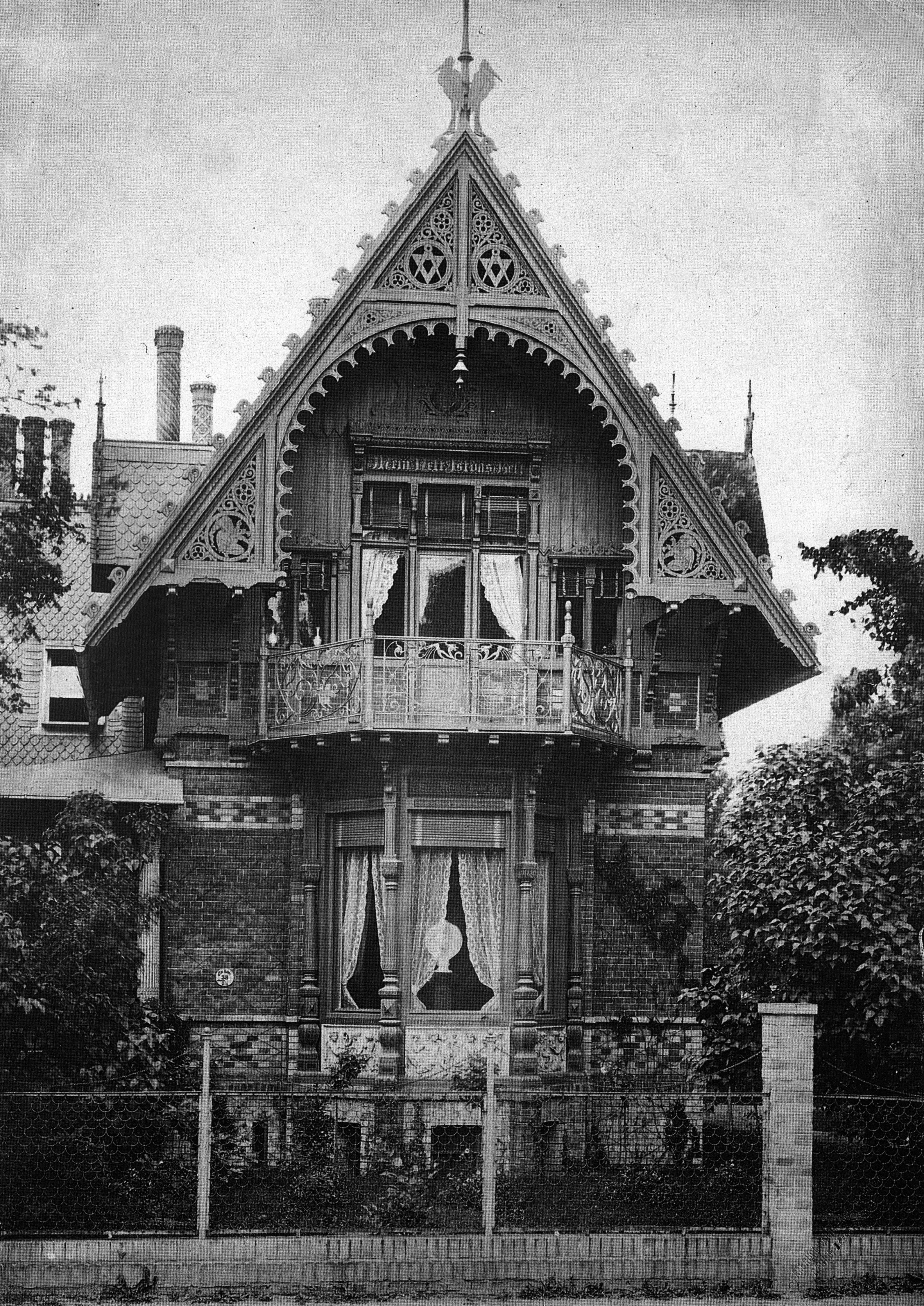
Villa Ende

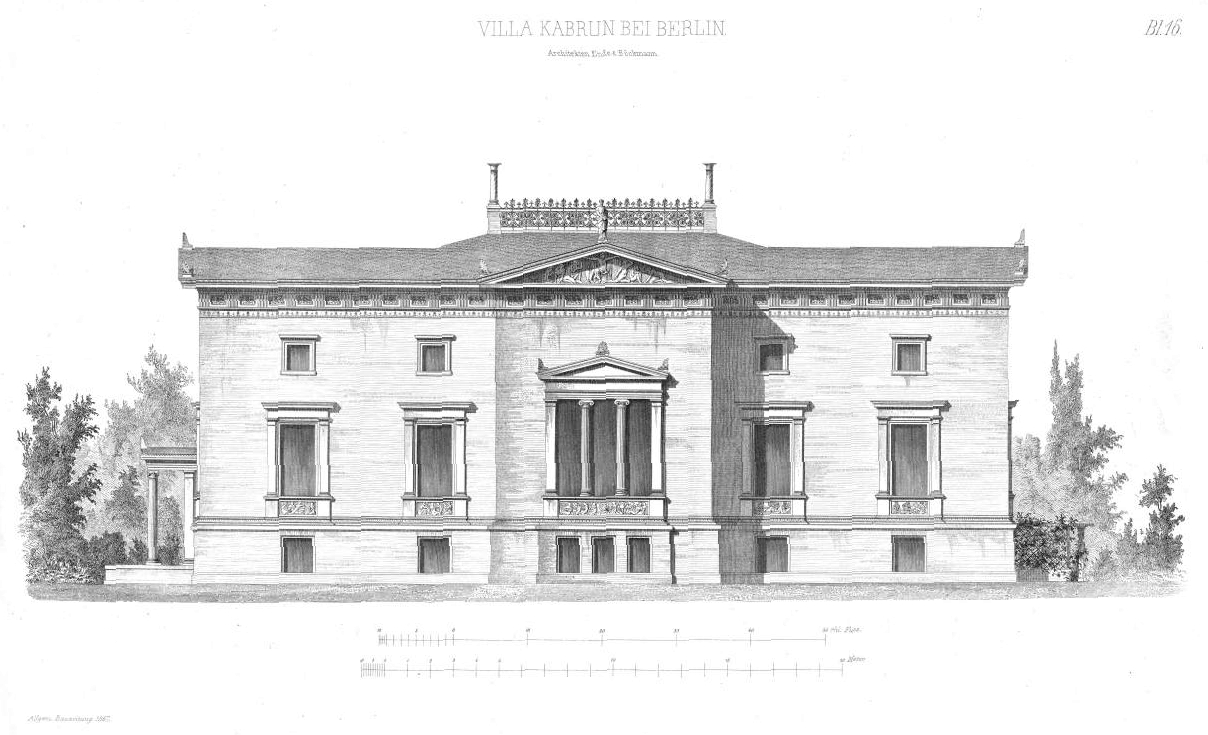
Villa Kabrun

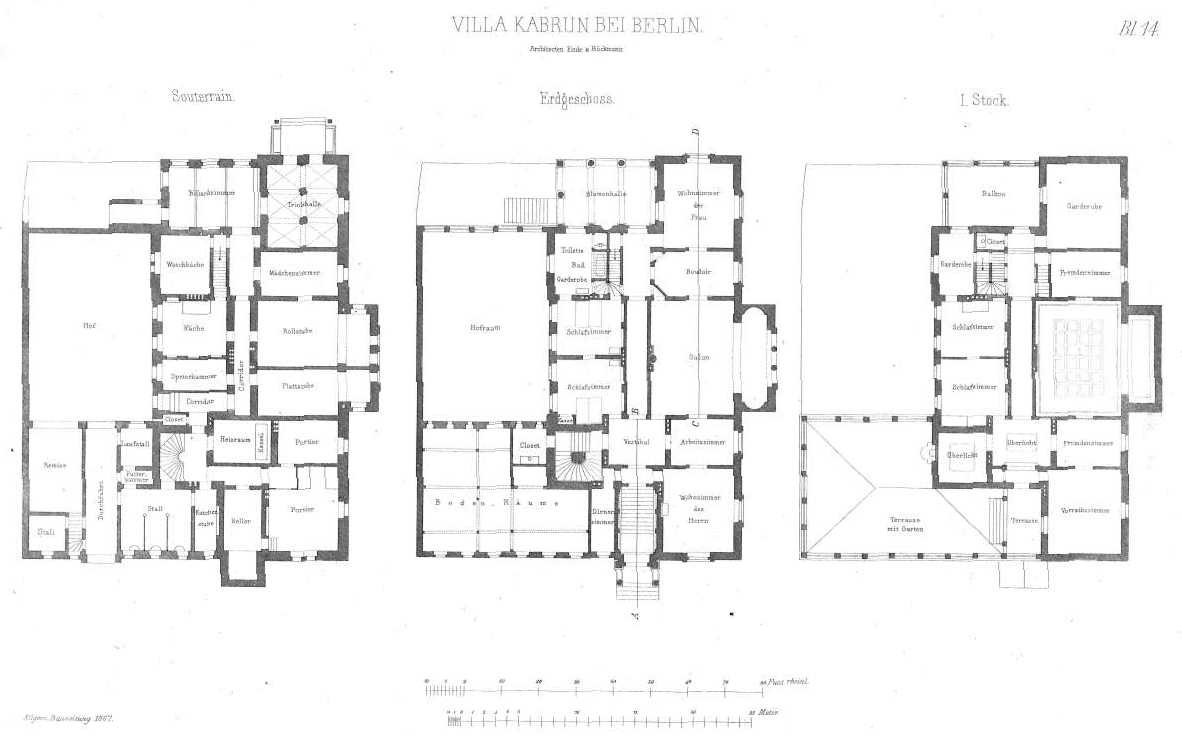
Villa Kabrun, Grundriss

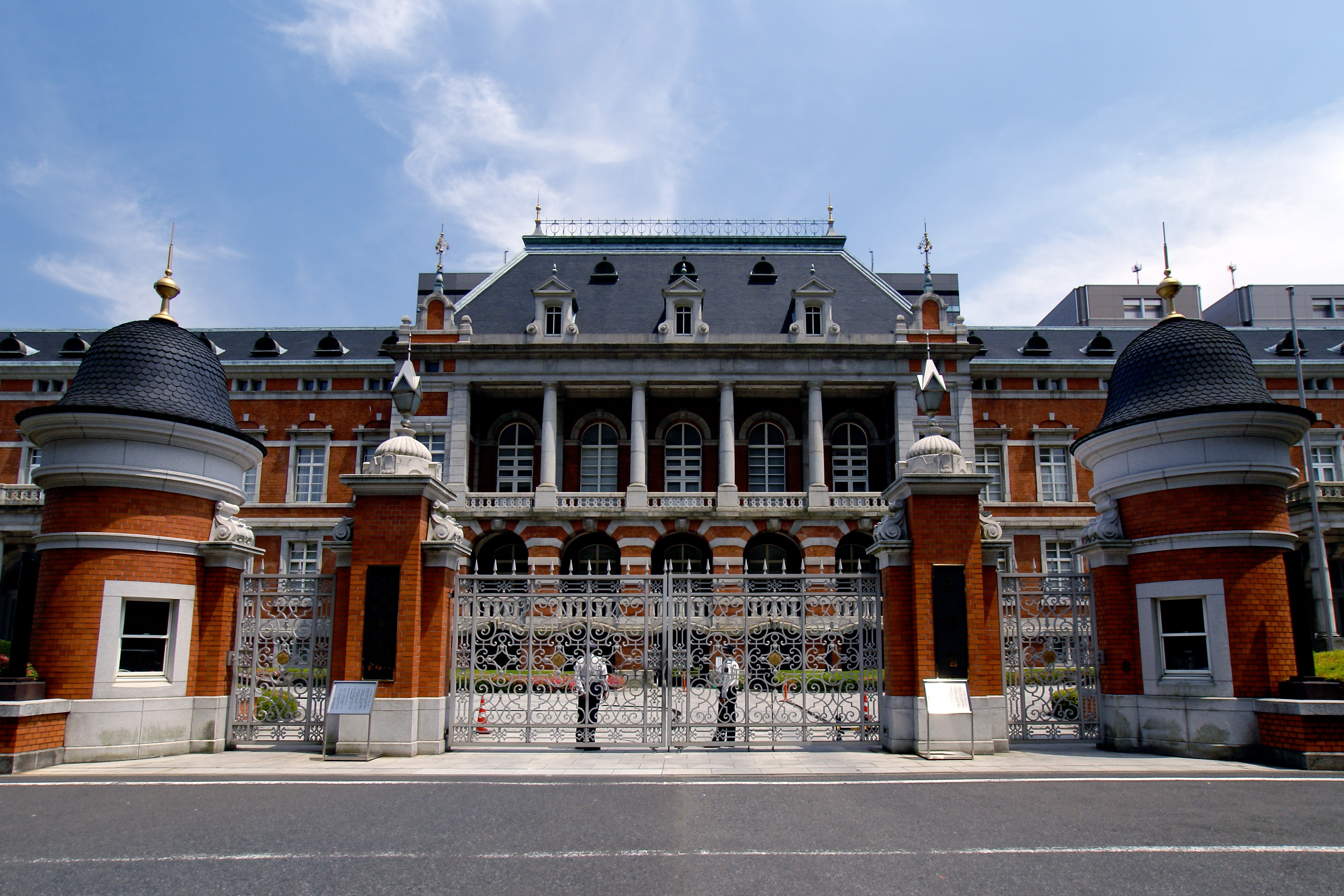
Altes Justizministerium in Tokio

## Werk
Hermann Ende war Mitherausgeber des Handbuchs der Architektur.
Der Schwerpunkt des Schaffens von Ende und Böckmann waren Villen im Berliner Stadtbezirk Tiergarten, vor allem im Diplomatenviertel. Nur wenige dieser Bauten haben den Zweiten Weltkrieg überstanden. Des Weiteren planten und begründeten sie den Bau des Potsdamer Villenviertels Neubabelsberg. Bemerkenswert waren auch die verschiedenen Bauten für den Berliner Zoo. Ende und Böckmann errichteten weltweit zahlreiche Bauten und unterhielten zeitweise sogar eine Außenstelle in Japan.
In Japan bekamen sie den Auftrag für die Gebäude des Parlaments, Justizministeriums und des Obersten Gerichtshofs. Die ersten Entwürfe wurde 1889 von der Regierung abgelehnt, da zu japanisch (Japonismus). Nach ihren Plänen konnten sie jedoch nur das Justizministerium und den Gerichtshof fertigstellen, während das Parlament ein temporäres Gebäude aus Holz erhielt und ihr Vertrag wegen zu hoher Kosten vorzeitig 1890 aufgelöst wurde.

## Bauten und Entwürfe
- 1860–1863: Villa von der Heydt im Berliner Tiergartenviertel (unter Denkmalschutz)
- 1864/65: Villa Ende in Berlin-Tiergarten, Siegmunds Hof 22 (1893 abgetragen und 1892/1893 als Villa Gericke in Potsdam in fast identischer Kopie neu erbaut)
- 1864–1865: Alte Synagoge, Elberfeld, Genügsamkeitstraße 33 (1875 umgebaut, 1938 zerstört)
- 1865–1866, 1875–1876: Grand Hotel de Rome, Berlin, Unter den Linden 10 (1910 abgerissen, jetzt Römischer Hof)
- 1865–1867: Villa Kabrun in Berlin-Tiergarten, Rauchstraße 17–18 / Ecke Drakestraße im Botschaftsviertel (1927 an deren Stelle die Villa Mendelssohn Bartholdy und 1938–40 das Gebäude der Jugoslawischen Gesandtschaft errichtet)
- 1866–1867: „Rotes Schloss“, Wohn- und Geschäftshaus in Berlin-Mitte, An der Stechbahn 1/2
- 1867: Bankhaus H. F. Lehmann in Halle (Saale)
- ab 1870: verschiedene Bauten im Zoologischen Garten Berlin (z. B. Antilopenhaus, Elefantenhaus, Raubtierhaus, Musikbühne[5][6])
- 1871–1874: Gebäude der Preußischen Bodenkreditbank in Berlin, Hinter der Katholischen Kirche 2
- 1872–1874: Gebäude der Deutschen Union-Bank in Berlin
- 1875: „Eichenschloss“ für Baron Saint Paul im Hirschberger Tal (Schlesien) bei Fischbach (Karpniki, Polen)
- 1875–1876: Gebäude des Architekten-Vereins zu Berlin in der Wilhelmstraße 92/93 (1934 abgerissen für den Bau des Reichsluftfahrtministeriums)
- 1876–1877: Café Bauer in Berlin
- 1881–1885: Museum für Völkerkunde Berlin, Königgrätzer Straße
- 1882: Umbau Plattner in Gries bei Bozen[7]
- 1882–1883: Café Helms in Berlin
- 1883: Ständehaus in Danzig (heute Gdańsk, Polen)
- 1883: Sedan-Panorama am Bahnhof Berlin Alexanderplatz (Panoramastraße)
- 1884: Affenhaus im Zoologischen Garten Berlin[8]
- 1884–1886: Wohnhaus Voßstraße 33 in Berlin (später als Verwaltungsgebäude der Deutschen Reichsbahn genutzt)
- 1884–1888: Erbprinzliches Palais in Dessau.[9]
- 1885: „Schiess’sches Haus“ in Magdeburg
- 1886–1887: Haus Wallich, Bellevuestraße 18a in Berlin-Tiergarten, abgebrochen 1907
- 1887: Große Synagoge in Danzig (heute Gdańsk, Polen)
- 1890: „Villa Saltzmann“ in Potsdam-Babelsberg, Virchowstraße 27[10]
- um 1890: „Villa Heimann“ in Potsdam-Griebnitzsee, Virchowstraße 45[11]
- 1895: Justizministerium in Tokio (Japan)

## Ehrungen
Am 2. Mai 1883 wurde ihm die Medaille für Verdienste um das Bauwesen „in Silber“ und 1891 der Orden Pour le Mérite (Friedensklasse) verliehen.
Endes Grab auf dem Neuen Friedhof Wannsee war von 1990 bis Jahr 2014 als Ehrengrab des Landes Berlin gewidmet.
Die Endestraße in Berlin-Wannsee ist nach ihm benannt.